# لیگ قهرمانان اقیانوسیه ۲۰۰۷
لیگ قهرمانان اقیانوسیه ۲۰۰۷ ششمین دوره مسابقات قهرمانی باشگاه‌های اقیانوسیه، مسابقات فوتبال باشگاهی برتر اقیانوسیه بود که توسط کنفدراسیون فوتبال اقیانوسیه (اواف‌سی) سازمان‌دهی شد و اولین فصل با نام فعلی لیگ قهرمانان اقیانوسیه بود. بر اساس فرمت جدید، هیچ دور مقدماتی وجود نداشت و در عوض شش تیم از شش کشور برتر اقیانوسیه در مرحله گروهی قبل از دور حذفی در خانه و خارج از خانه با یکدیگر بازی کردند. این مسابقات از ۲۱ ژانویه تا ۲۹ آوریل ۲۰۰۷ برگزار شد.
اوکلند سیتی به عنوان قهرمان قبلی مسابقات باشگاهی قهرمانی اقیانوسیه راه یافت. ۵ تیم دیگر با توجه به عملکرد خود در لیگ داخلی جواز حضور خود را کسب کردند. پس از خروج پورت ویلا شارکس وانواتو، اواف‌سی دومین سهمیه را به ویتاکر یونایتد نیوزیلند اعطا کرد.
برنده مسابقات ویتاکر یونایتد از نیوزیلند بود که در فینال، با الکتریک فیجی را شکست داد و ۱ میلیون دلار آمریکا (۱٫۴۱ میلیون دلار نیوزیلند) دریافت کرد و جواز حضور در جام باشگاه‌های جهان ۲۰۰۷ ژاپن که در دسامبر برگزار می‌شد را نیز بدست آورد.

## شرکت کنندگان
در مجموع ۶ تیم از ۵ انجمن عضو اواف‌سی وارد مسابقات شدند.
| انجمن                                        | تیم                 | نحوه صعود                                                        |
| ورود از مرحله گروهی                          | ورود از مرحله گروهی | ورود از مرحله گروهی                                              |
| -------------------------------------------- | ------------------- | ---------------------------------------------------------------- |
| فیجی                                         | با الکتریک          | قهرمان لیگ ملی فوتبال فیجی ۲۰۰۶                                  |
| کالدونیای جدید                               | مونت دور            | قهرمان سوپر لیگ کالدونیای جدید ۰۶–۲۰۰۵                           |
| نیوزیلند                                     | اوکلند سیتی         | قهرمان مسابقات باشگاهی قهرمانی اقیانوسیه ۲۰۰۶                    |
| نیوزیلند                                     | ویتاکر یونایتد      | نایب قهرمان مرحله پایانی مسابقات قهرمانی فوتبال نیوزیلند ۰۷–۲۰۰۶ |
| جزایر سلیمان                                 | ماریست              | قهرمان مسابقات باشگاهی قهرمانی ملی جزایر سلیمان ۰۶–۲۰۰۵          |
| تاهیتی                                       | تیماناوا            | قهرمان جام حذفی تاهیتی ۲۰۰۶                                      |
| تیم‌هایی که واجد شرایط بودند، اما شرکت نکردند |                     |                                                                  |
| ساموآی آمریکا                                | تافونا جتس          | قهرمان لیگ سنیور ساموآی آمریکا ۲۰۰۶                              |
| جزایر کوک                                    | نیکائو سوکاتاک      | قهرمان لیگ برتر جزایر کوک ۲۰۰۶                                   |
| پاپوآ گینه نو                                | یونیورسیتی اینتر    | قهرمان مسابقات قهرمانی ملی پاپوآ گینه نو ۲۰۰۶                    |
| ساموآ                                        | وایواسه تای         | قهرمان لیگ ملی ساموآ ۲۰۰۶                                        |
| تونگا                                        | لوتوهاآپای          | قهرمان لیگ برتر تونگا ۲۰۰۶                                       |
| وانواتو                                      | پورت ویلا شارکس     | قهرمان سوپر لیگ ملی وانواتو ۲۰۰۶                                 |

## مرحله گروهی

### گروه A
| تیم            | بازی | برد | مساوی | باخت | گل زده | گل خورده | گل تفاضل | امتیاز |
| -------------- | ---- | --- | ----- | ---- | ------ | -------- | -------- | ------ |
| ویتاکر یونایتد | ۴    | ۲   | ۲     | ۰    | ۱۳     | ۵        | ۸+       | ۸      |
| اوکلند سیتی    | ۴    | ۲   | ۲     | ۰    | ۱۰     | ۴        | ۶+       | ۸      |
| مونت دور       | ۴    | ۰   | ۰     | ۴    | ۱      | ۱۵       | ۱۴−      | ۰      |

| تیم ۱          | نتیجه | تیم ۲          |
| -------------- | ----- | -------------- |
| مونت دور       | ۰–۲   | اوکلند سیتی    |
| ویتاکر یونایتد | ۲–۲   | اوکلند سیتی    |
| ویتاکر یونایتد | ۶–۱   | مونت دور       |
| اوکلند سیتی    | ۴–۰   | مونت دور       |
| مونت دور       | ۰–۳   | ویتاکر یونایتد |
| اوکلند سیتی    | ۲–۲   | ویتاکر یونایتد |

### گروه B
| تیم        | بازی | برد | مساوی | باخت | گل زده | گل خورده | گل تفاضل | امتیاز |
| ---------- | ---- | --- | ----- | ---- | ------ | -------- | -------- | ------ |
| با الکتریک | ۴    | ۳   | ۱     | ۰    | ۷      | ۳        | ۴+       | ۱۰     |
| تیماناوا   | ۴    | ۱   | ۱     | ۲    | ۳      | ۵        | ۲−       | ۴      |
| ماریست     | ۴    | ۱   | ۰     | ۳    | ۵      | ۷        | ۲−       | ۳      |

| تیم ۱      | نتیجه | تیم ۲      |
| ---------- | ----- | ---------- |
| ماریست     | ۰–۲   | با الکتریک |
| تیماناوا   | ۱–۱   | با الکتریک |
| با الکتریک | ۳–۲   | ماریست     |
| تیماناوا   | ۲–۱   | ماریست     |
| با الکتریک | ۱–۰   | تیماناوا   |
| ماریست     | ۲–۰   | تیماناوا   |

## فینال
| تیم ۱      | نتیجه‌نهایی | تیم ۲          | بازی رفت | بازی برگشت |
| ---------- | ---------- | -------------- | -------- | ---------- |
| با الکتریک | ۲–۲ (گ.ز.) | ویتاکر یونایتد | ۲–۱      | ۰–۱        |

### بازی رفت
| با الکتریک                             | ۲–۱   | ویتاکر یونایتد    |
| -------------------------------------- | ----- | ----------------- |
| رونالد چاندرا ۷' · جوسایا بوکالیدی ۷۴' | گزارش | کومینز میناپی ۵۴' |

### بازی برگشت
| ویتاکر یونایتد | ۱–۰   | با الکتریک |
| -------------- | ----- | ---------- |
| آلان پیرس ۵۵'  | گزارش |            |

## قهرمان
| قهرمان لیگ قهرمانان اقیانوسیه ۲۰۰۷ |
| ---------------------------------- |
| ویتاکر یونایتد اولین قهرمانی       |